# La Butte aux Cailles (roman)
Cet article possède des paronymes, voir La Butte (homonymie) et Butte-aux-Cailles (homonymie).
La Butte aux Cailles est un roman français publié en 1925 par Bernard Nabonne (1897-1951).

## Histoire
Le roman relate la trajectoire de deux enfants puis jeunes gens, Lucienne (suivie de 8 à 18 ans) et de son cousin Marcel (suivi de 11 à 21 ans). Enfants de la Butte aux Cailles, alors quartier populaire et ouvrier, leur destin bascule lorsqu'ils sont tous deux transposés à l'Opéra de Paris, où nombre de jeunes danseuses rencontraient alors de riches et vieux protecteurs qui les entretenaient.

## Personnages
- Lucienne Grapin, fille de la Butte aux Cailles puis danseuse entretenue
- Marcel Laurin, cousin de Lucienne, fils de la Butte aux Cailles puis violoniste à l’Opéra
- Le père Laurin, père de Marcel, père adoptif de Lucienne
- M. de Boudot, vieux protecteur de Jeanne Grapin, mère de Lucienne
- M. Gravelle, directeur de l’Opéra de Paris
- M. d’Hostins, premier protecteur de Lucienne
- M. Turbat, deuxième protecteur de Lucienne

## Résumé
Roman de mœurs et populiste dans le Paris des années 1920.

### Première partie
Lucienne et son cousin Marcel vivent une enfance pauvre mais heureuse dans le quartier ouvrier de la Butte aux Cailles. Lucienne est la fille de Jeanne Grapin qui, n’ayant pas les moyens de l’élever, l’a confiée à sa sœur mariée à un honnête ouvrier tanneur, le père Laurin. Jeanne Grapin a ensuite rencontré un riche et vieux protecteur, M de Boudot, qui l’a installée comme sa gouvernante à la Villa Montmorency. Un jour, pour aller retrouver un jeune amant, Jeanne demande à Boudot d’aller voir sa fille et celui-ci dîne sans façon chez les Laurin. Peu après, Lucienne, alors âgée de 9 ans, s’aventure dans La Zone où elle manque de se faire violer par un voyou (selon le schéma narratif du roman L'Ingénue libertine publié en 1909 par Colette (1873-1954). Les Laurin remettent alors Lucienne chez sa mère « Il lui est arrivé des choses ! Il vaut mieux que tu la gardes puisque tu as de quoi » (p. 47). Boudot accepte de placer Lucienne comme jeune danseuse à l’Opéra et aussi d’inscrire Marcel au Conservatoire. À l’Opéra, Lucienne fait la connaissance de deux danseuses plus âgées, Mauricette et Angelo. Marcel, Lucienne et Mauricette vont pique-niquer sur un terrain vague à la Butte aux Cailles. Marcel leur apprend qu’ils sont à l’endroit où fut tuée par jalousie Aimée Millot dite la bergère d’Ivry.

### Deuxième partie
Mauricette entre à vingt et un ans dans le premier quadrille, Lucienne rejoint à treize ans le ballet, Marcel obtient un premier prix de violon et entre à l’Orchestre de l’Opéra. M Gravelle, le directeur de l’Opéra, fait les comptes et découvre un déficit de 3 millions. Apprenant par une lettre anonyme que le caissier détourne de l’argent pour une danseuse du premier quadrille, il les mute tous deux en province par crainte du scandale, puis propose à Lucienne la place de la danseuse évincée. Deux ans plus tard, les danseuses préparent le concours de coryphée. Lors d’une soirée, Angelo leur apprend l’importance du « combustible humain », à savoir « la quantité d’hommes qu’une danseuse doit brûler, doit user, pour parvenir » (p. 125). Ayant éconduit un riche amant, Mauricette n’est pas reçue comme coryphée et conseille à Lucienne de prendre un protecteur. Lucienne loue un petit appartement à Belleville. Elle accepte de se faire présenter M. d’Hostins, riche trentenaire oisif, devient sa maîtresse et lui demande de lui obtenir une place de coryphée. Lucienne retrouve Marcel à La Butte aux Cailles, se donne à lui dans une maison abandonnée et lui demande de louer une chambre rue des Cinq Diamants (p. 166). Un soir, le père Laurin rend visite à Lucienne et Marcel. Il bénit leur union, leur déclare qu’il s’en est longtemps voulu de les avoir envoyés dans ce mauvais lieu qu’est l’Opéra, mais que sa femme l’ayant trompé avec un voisin, il a compris qu’on pouvait se perdre en n’importe quel lieu.

### Troisième partie
Trois ans plus tard, Lucienne a désormais dix-huit ans lorsque M d’Hostins vient lui annoncer qu’il est ruiné. Elle le quitte aussitôt pour l’entrepreneur Turbat, « gros important, vulgaire » (p. 184). Elle continue également de recevoir Boudot, devenu un vieillard pathétique, et dont elle se moque. Turbat meuble l’appartement de Lucienne et l’emmène avec Angelo faire un tour en automobile du côté de la Butte aux Cailles, où ils rencontrent Marcel près du kiosque à musique du boulevard Auguste-Blanqui. Lucienne arrive toutefois à convaincre Marcel qu’elle n'est qu’un « maitresse de façade » pour Turbat, « accusé de fuir les femmes » (p. 202). Lucienne organise une pendaison de crémaillère dans son nouvel appartement, à laquelle elle invite ses amies danseuses, Turbat, d’Hostins et Boudot ainsi que Marcel « en cousin ». Pris d’un pressentiment, Marcel revient la nuit et surprend Lucienne couchée avec Turbat. Rentré à la Butte aux Cailles, il se réfugie dans la maison où Lucienne s’est donnée à lui. Il se suicide en avalant une bouteille d’alun dissous oubliée par le dernier tanneur qui l’avait habitée. Le lendemain, deux ouvriers démolissent la maison pour le compte de l’entreprise Turbat qui rénove le quartier. L’un des ouvriers dit à son camarade : « -Mon vieux, c’est par ici que fut tuée la bergère d’Ivry. Tu ne connais pas cette histoire ? Je vais te la raconter ».

### Extraits
- « Il possédait le sang de ces ouvriers de Bièvre qui travaillaient le cuir, de père en fils. Ses ancêtres et son père, les tanneurs, les baudroyeurs, les chamoiseurs, les corroyeurs, les sueurs, les cordonniers avaient plongé les peaux dans la Bièvre, les avaient « chipées » dans l’alun et le tan, les avaient étirées, assouplies durement, avec toute la force de leurs bras et de leurs jambes, puis façonnées, suivant leur art, toute leur vie ».(p. 21)
- « Ils suivirent des ruelles et des rues aux pavés ocre ; ils montèrent sur le dos de la Butte aux Cailles et retombèrent sur la Bièvre. Ils étaient au-dessous-du quartier neuf. Des maisons gigantesques les regardaient par la voute en brique de leur grande baie. De petites maisons, dartreuses, déhanchées, épuisées par le salpêtre, attendaient, vides de leurs locataires, qu’on les ensevelît. ».(p. 153)
- « Paris appartient plus à ses faubourgs qu’il n’appartient au monde. »( (p. 206)